# Facultad de Derecho (CLAEH)
La Facultad de Derecho es una de las tres facultades de la Universidad Centro Latinoamericano de Economía Humana. 
Alberga dos carreras de grado: Escribano Público y doctor en Derecho (abogado) y un título intermedio: procurador, además de realizar regularmente seminarios y proyectos de trabajo con la comunidad.
En el 2011 se inauguró en la Sede Punta del Este.
Entre sus instalaciones se encuentra la Facultad de Derecho está ubicada en la sede del CLAEH en Punta del Este, en la calle Prado y Salt Lake (Cantegril), parada 16 de la Av. Roosevelt, en un predio arbolado de diez mil metros cuadrados, donde también funciona desde 2006 la Facultad de Medicina CLAEH. Cuatro edificios alojan diversas instalaciones para aulas, reuniones grupales y plenarias, biblioteca con sala de lectura, sala de informática. Funcionan allí la bedelía, secretaria académica, decanato, sala de docentes y administración, así como un centro de impresiones y fotocopiado y una cafetería. Cuenta con una biblioteca especializada, de libre acceso para todos los alumnos y docentes de la institución y además abierta a toda la comunidad. La colección cuenta con los textos básicos y de consulta fijados para cada asignatura, conexión a redes, sala de lectura equipada con PC para búsqueda en internet y sistema de préstamos domiciliario.
- Datos: Q28517147
- Multimedia: Universidad CLAEH, Punta del Este / Q28517147